# یواس‌اس مون‌پلیه (اس‌اس‌ان-۷۶۵)
یواس‌اس مون‌پلیه (اس‌اس‌ان-۷۶۵) (به انگلیسی: USS Montpelier (SSN-765)) یک زیردریایی است که طول آن ۱۱۰٫۳ متر (۳۶۱ فوت ۱۱ اینچ) می‌باشد. این زیردریایی در سال ۱۹۹۱ ساخته شد.